# RRAGC
RRAGC (англ. Ras related GTP binding C) – білок, який кодується однойменним геном, розташованим у людей на короткому плечі 1-ї хромосоми.  Довжина поліпептидного ланцюга білка становить 399 амінокислот, а молекулярна маса — 44 224.
| 10         |  | 20         |  | 30         |  | 40         |  | 50         |
| ---------- |  | ---------- |  | ---------- |  | ---------- |  | ---------- |
| MSLQYGAEET |  | PLAGSYGAAD |  | SFPKDFGYGV |  | EEEEEEAAAA |  | GGGVGAGAGG |
| GCGPGGADSS |  | KPRILLMGLR |  | RSGKSSIQKV |  | VFHKMSPNET |  | LFLESTNKIY |
| KDDISNSSFV |  | NFQIWDFPGQ |  | MDFFDPTFDY |  | EMIFRGTGAL |  | IYVIDAQDDY |
| MEALTRLHIT |  | VSKAYKVNPD |  | MNFEVFIHKV |  | DGLSDDHKIE |  | TQRDIHQRAN |
| DDLADAGLEK |  | LHLSFYLTSI |  | YDHSIFEAFS |  | KVVQKLIPQL |  | PTLENLLNIF |
| ISNSGIEKAF |  | LFDVVSKIYI |  | ATDSSPVDMQ |  | SYELCCDMID |  | VVIDVSCIYG |
| LKEDGSGSAY |  | DKESMAIIKL |  | NNTTVLYLKE |  | VTKFLALVCI |  | LREESFERKG |
| LIDYNFHCFR |  | KAIHEVFEVG |  | VTSHRSCGHQ |  | TSASSLKALT |  | HNGTPRNAI  |

A: Аланін

C: Цистеїн

D: Аспарагінова кислота

E: Глутамінова кислота

F: Фенілаланін

G: Гліцин

H: Гістидин

I: Ізолейцин

K: Лізин

L: Лейцин

M: Метіонін

N: Аспарагін

P: Пролін

Q: Глутамін

R: Аргінін

S: Серин

T: Треонін

V: Валін

W: Триптофан

Кодований геном білок за функцією належить до фосфопротеїнів. 
Задіяний у такому біологічному процесі як ацетиляція. 
Білок має сайт для зв'язування з нуклеотидами, ГТФ. 
Локалізований у цитоплазмі, ядрі, лізосомі.